# Martinellius
Martinellius là một chi rêu trong họ Radulaceae.